# Gangster Squad
Gangster Squad is een Amerikaanse misdaadfilm uit 2013. De film werd geregisseerd door Ruben Fleischer en is lichtjes gebaseerd op een reeks artikels van de Los Angeles Times die gebundeld werden onder de titel L.A. Noire: Tales from the Gangster Squad.
De film bevatte oorspronkelijk een scène waarin gangsters het vuur openen in een bioscoop. Na de schietpartij in een bioscoop in Aurora in juli 2012 werd de première van de film uitgesteld van september 2012 naar januari 2013. De oorspronkelijke schietpartij uit de film werd geschrapt en vervangen door een volledig nieuwe scène. In de eerste filmtrailers van Gangster Squad waren beelden te zien van de oorspronkelijke scène. Deze trailers werden dan ook teruggetrokken en vervangen door nieuwe promotiefilmpjes.

## Verhaallijn
Het is 1949. Mickey Cohen is een ex-bokser die in Los Angeles de touwtjes in handen heeft. De misdaadbaas wil doorbreken met zijn connecties uit Chicago en de volledige Amerikaanse westkust naar zijn hand zetten. De gewelddadige Cohen weet echter niet dat politiecommissaris Parker de plichtsbewuste agent John O'Mara de opdracht heeft gegeven om hem uit te schakelen. O'Mara stelt een "gangster squad" samen, een team agenten die bereid zijn tot het uiterste te gaan om Cohen tegen te houden. Het team bestaat uit Coleman Harris, een gespecialiseerde messenwerper, Conwell Keeler, een technicus die Cohen kan afluisteren, Max Kennard, een ervaren scherpschutter, en diens trouwe collega Navidad Ramirez. O'Mara wil ook Jerry Wooters, die stiekem een relatie heeft met Cohens minnares Grace Faraday, aan zijn team toevoegen, maar die weigert aanvankelijk. Pas wanneer hij ziet hoe Cohens handlangers een onschuldige schoenenpoetser doodschieten, sluit hij zich aan bij O'Mara's team.
Het zestal gaat onstuimig te keer. Ze schuwen geen geweld wanneer ze Cohens illegale praktijken saboteren. Cohen, die aanvankelijk andere criminele organisaties verdenkt, beseft uiteindelijk dat het politieagenten zijn die hem uit de weg willen ruimen. Hij probeert O'Mara en zijn mannen in Chinatown in de val te lokken, maar Jerry voorkomt dat iemand ernstig gewond raakt. De achtergebleven Keeler kent minder geluk. Hij wordt door Cohens lijfwacht gewurgd.
Inmiddels laat Cohen ook de woning van O'Mara beschieten. Zijn hoogzwangere echtgenote Connie is alleen thuis, maar raakt niet gewond. Connie moet door het voorval wel vroeger dan voorzien bevallen. Wat later besluit ze uit veiligheid de stad te verlaten. Grace probeert ook te vluchten. Jerry neemt haar mee naar zijn vriend Jack Whalen, die haar zo gauw mogelijk uit de stad moet krijgen. Cohen komt echter al snel uit bij Jack, die hij koelbloedig vermoordt. Grace, die de moord voor haar ogen ziet gebeuren, besluit daarom om tegen Cohen te getuigen.
Met een aanhoudingsbevel en een getuige achter de hand trekt de gangster squad naar het Park Plaza Hotel waar Cohen en zijn zwaar gewapende handlangers zich schuilhouden. Er ontstaat een groot vuurgevecht, waarbij Max Kennard dodelijk gewond raakt. Cohen weet ondanks de chaos te ontsnappen, maar O'Mara klampt zich vast aan de vluchtauto en doodt de chauffeur. De auto crasht in een fontein, waarna er een intens vuistgevecht tussen de gewezen bokser en O'Mara ontstaat. Cohen wordt voor de ogen van de toegesnelde fotografen tot pulp geslagen.

## Rolverdeling
| Acteur               | Personage             |
| -------------------- | --------------------- |
| Josh Brolin          | John O'Mara           |
| Sean Penn            | Mickey Cohen          |
| Ryan Gosling         | Jerry Wooters         |
| Emma Stone           | Grace Faraday         |
| Anthony Mackie       | Coleman Harris        |
| Giovanni Ribisi      | Conwell Keeler        |
| Michael Peña         | Navidad Ramirez       |
| Robert Patrick       | Max Kennard           |
| Nick Nolte           | Chief Parker          |
| Mireille Enos        | Connie O'Mara         |
| Jon Polito           | Dragna                |
| Sullivan Stapleton   | Jack Whalen           |
| Josh Pence           | Darryl Gates          |
| Frank Grillo         | Russo                 |
| Ambyr Childers       | Milk Skinned Blonde   |
| Maxwell Perry Cotton | Zoon van Keeler       |
| Haley Strode         | Echtgenote van Keeler |